# Luigi di Hohenlohe-Langenburg
Luigi di Hohenlohe-Langenburg (Langenburg, 20 ottobre 1696 – Langenburg, 16 gennaio 1765) è stato un nobile tedesco.

## Biografia
Fu il figlio primogenito del conte Alberto Volfango di Hohenlohe-Langenburg e di sua moglie, la contessa Sofia Amalia di Nassau-Saarbrücken, figlia di Gustav Adolf, conte di Nassau-Saarbrücken e della duchessa Eleonore Klara von Hohenlohe-Neuenstein.
Divenuto conte alla morte del padre nel 1715, il 7 gennaio 1764 il conte fu elevato al rango principesco dall'imperatore Francesco I, divenendo Principe di Hohenlohe-Langenburg e principe del Sacro Romano Impero.
Sotto il suo governo, vennero apportate numerose modifiche al castello di Langenburg, rivalutando l'antica fortezza in stile barocco. Allo stesso modo diede spazio alle proprie passioni, facendo costruire il castello di Weilers Lindenbronn come propria residenza estiva e di caccia, recuperando una più antica struttura del 1588 e affidandone l'ammodernamento all'architetto Leopold Retty.

## Matrimonio e figli
Il 23 gennaio 1723 sposò la contessa Eleonora di Nassau-Saarbrücken, figlia del conte Luigi Crato di Nassau-Saarbrücken (1663-1713) e di sua moglie, la contessa Filippina Enrichetta di Hohenlohe-Langenburg (1679-1771). La coppia ebbe i seguenti figli:
- Cristiano Alberto, II principe di Hohenlohe-Langenburg (1726-1789)
- Federico Carlo (febbraio-giugno 1728)
- Sofia Enrichetta (1729-1735)
- Augusta Carolina (1731-1736)
- Luisa Carlotta (1732-1777)

sposò Cristiano Federico Carlo di Hohenlohe-Kirchberg
- Eleonora Giuliana (1734-1813)

sposò Alberto Volfango, principe ereditario di Hohenlohe-Ingelfingen (1743-1778)
- Guglielmo (1736-1805)
- Filippo Carlo (1738-1753)
- Federico Augusto (1740-1810)
- Luigi Goffredo (1742-1765)
- Cristiana Enrichetta (febbraio 1744)
- Carolina Cristiana (1746-1750)
- Federico Ernesto (1750-1794)

sposò Adriana van Haren

## Ascendenza
|                                                         |                                                              |                                                                 | Genitori                                                        |  |  | Nonni |  |  | Bisnonni                                          |  |  | Trisnonni                                         |  |
|                                                         |                                                              |                                                                 |                                                                 |  |  |       |  |  | 8. Philipp Ernst, I conte di Hohenlohe-Langenburg |  |  | 16. Wolfgang II, II conte di Hohenlohe-Neuenstein |  |
|                                                         |                                                              |                                                                 |                                                                 |  |  |       |  |  | 8. Philipp Ernst, I conte di Hohenlohe-Langenburg |  |  | 16. Wolfgang II, II conte di Hohenlohe-Neuenstein |  |
|                                                         |                                                              | 17. contessa Magdalena von Nassau-Dillenburg                    |                                                                 |  |  |       |  |  | 8. Philipp Ernst, I conte di Hohenlohe-Langenburg |  |  |                                                   |  |
| 4. Heinrich Friedrich, IV conte di Hohenlohe-Langenburg |                                                              |                                                                 |                                                                 |  |  |       |  |  | 8. Philipp Ernst, I conte di Hohenlohe-Langenburg |  |  |                                                   |  |
|                                                         |                                                              | 9. contessa Anna Maria zu Solms-Sonnenwalde                     | 18. Otto, I conte di Solms-Sonnenwalde                          |  |  |       |  |  |                                                   |  |  |                                                   |  |
|                                                         |                                                              | 9. contessa Anna Maria zu Solms-Sonnenwalde                     | 18. Otto, I conte di Solms-Sonnenwalde                          |  |  |       |  |  |                                                   |  |  |                                                   |  |
|                                                         |                                                              | 9. contessa Anna Maria zu Solms-Sonnenwalde                     | 19. contessa Anna Amalia von Nassau-Weilburg                    |  |  |       |  |  |                                                   |  |  |                                                   |  |
| 2. Albrecht Wolfgang, V conte di Hohenlohe-Langenburg   |                                                              | 9. contessa Anna Maria zu Solms-Sonnenwalde                     |                                                                 |  |  |       |  |  |                                                   |  |  |                                                   |  |
|                                                         |                                                              | 10. Wolfgang Georg I, II conte di Castell-Remlingen             | 20. Wolfgang II, I conte di Castell-Remlingen                   |  |  |       |  |  |                                                   |  |  |                                                   |  |
|                                                         |                                                              | 10. Wolfgang Georg I, II conte di Castell-Remlingen             | 20. Wolfgang II, I conte di Castell-Remlingen                   |  |  |       |  |  |                                                   |  |  |                                                   |  |
|                                                         |                                                              | 10. Wolfgang Georg I, II conte di Castell-Remlingen             | 21. contessa Juliana zu Hohenlohe-Neuenstein                    |  |  |       |  |  |                                                   |  |  |                                                   |  |
| 5. contessa Juliane Dorothea zu Castell-Remlingen       |                                                              | 10. Wolfgang Georg I, II conte di Castell-Remlingen             |                                                                 |  |  |       |  |  |                                                   |  |  |                                                   |  |
|                                                         |                                                              | 11. contessa Sophie Juliane von Hohenlohe-Waldenburg-Pfedelbach | 22. Ludwig Eberhard, I conte di Hohenlohe-Waldenburg-Pfedelbach |  |  |       |  |  |                                                   |  |  |                                                   |  |
|                                                         |                                                              | 11. contessa Sophie Juliane von Hohenlohe-Waldenburg-Pfedelbach | 22. Ludwig Eberhard, I conte di Hohenlohe-Waldenburg-Pfedelbach |  |  |       |  |  |                                                   |  |  |                                                   |  |
|                                                         |                                                              | 11. contessa Sophie Juliane von Hohenlohe-Waldenburg-Pfedelbach | 23. contessa Dorothea zu Erbach-Breuberg                        |  |  |       |  |  |                                                   |  |  |                                                   |  |
| 1. Ludwig, I principe di Hohenlohe-Langenburg           |                                                              | 11. contessa Sophie Juliane von Hohenlohe-Waldenburg-Pfedelbach |                                                                 |  |  |       |  |  |                                                   |  |  |                                                   |  |
|                                                         | 12. Wilhelm Ludwig, III conte di Nassau-Saarbrücken-Weilburg | 24. Ludwig II, II conte di Nassau-Saarbrücken-Weilburg          |                                                                 |  |  |       |  |  |                                                   |  |  |                                                   |  |
|                                                         | 12. Wilhelm Ludwig, III conte di Nassau-Saarbrücken-Weilburg | 24. Ludwig II, II conte di Nassau-Saarbrücken-Weilburg          |                                                                 |  |  |       |  |  |                                                   |  |  |                                                   |  |
|                                                         | 12. Wilhelm Ludwig, III conte di Nassau-Saarbrücken-Weilburg | 25. langravia Anna Maria von Hessen-Kassel                      |                                                                 |  |  |       |  |  |                                                   |  |  |                                                   |  |
| 6. Gustav Adolf, I conte di Nassau-Saarbrücken          | 12. Wilhelm Ludwig, III conte di Nassau-Saarbrücken-Weilburg |                                                                 |                                                                 |  |  |       |  |  |                                                   |  |  |                                                   |  |
|                                                         |                                                              | 13. margravia Anna Amalia von Baden-Durlach                     | 26. Georg Friedrich, IV margravio di Baden-Durlach              |  |  |       |  |  |                                                   |  |  |                                                   |  |
|                                                         |                                                              | 13. margravia Anna Amalia von Baden-Durlach                     | 26. Georg Friedrich, IV margravio di Baden-Durlach              |  |  |       |  |  |                                                   |  |  |                                                   |  |
|                                                         |                                                              | 13. margravia Anna Amalia von Baden-Durlach                     | 27. contessa Juliane Ursula zu Salm-Neufville                   |  |  |       |  |  |                                                   |  |  |                                                   |  |
| 3. contessa Eleonore von Nassau-Saarbrücken             |                                                              | 13. margravia Anna Amalia von Baden-Durlach                     |                                                                 |  |  |       |  |  |                                                   |  |  |                                                   |  |
|                                                         |                                                              | 14. Kraft VII, I conte di Hohenlohe-Neuenstein                  | 28. Wolfgang II, II conte di Hohenlohe-Neuenstein (= 16)        |  |  |       |  |  |                                                   |  |  |                                                   |  |
|                                                         |                                                              | 14. Kraft VII, I conte di Hohenlohe-Neuenstein                  | 28. Wolfgang II, II conte di Hohenlohe-Neuenstein (= 16)        |  |  |       |  |  |                                                   |  |  |                                                   |  |
|                                                         |                                                              | 14. Kraft VII, I conte di Hohenlohe-Neuenstein                  | 29. contessa Magdalena von Nassau-Dillenburg (= 17)             |  |  |       |  |  |                                                   |  |  |                                                   |  |
| 7. contessa Eleonore Klara von Hohenlohe-Neuenstein     |                                                              | 14. Kraft VII, I conte di Hohenlohe-Neuenstein                  |                                                                 |  |  |       |  |  |                                                   |  |  |                                                   |  |
|                                                         |                                                              | 15. contessa Sofia von Pfalz-Birkenfeld                         | 30. Karl I, conte palatino di Zweibrücken-Birkenfeld            |  |  |       |  |  |                                                   |  |  |                                                   |  |
|                                                         |                                                              | 15. contessa Sofia von Pfalz-Birkenfeld                         | 30. Karl I, conte palatino di Zweibrücken-Birkenfeld            |  |  |       |  |  |                                                   |  |  |                                                   |  |
|                                                         |                                                              | 15. contessa Sofia von Pfalz-Birkenfeld                         | 31. duchessa Dorothea von Braunschweig-Lüneburg                 |  |  |       |  |  |                                                   |  |  |                                                   |  |
|                                                         |                                                              | 15. contessa Sofia von Pfalz-Birkenfeld                         |                                                                 |  |  |       |  |  |                                                   |  |  |                                                   |  |